# 林歩楓
林 歩楓（はやし あゆか、2000年12月1日 - ）は、日本のタレント、アイドル、グラビアアイドル。サンスポアイドルリポーター SIRのメンバーであった。愛称は「はやあゆ」。身長160cm、B86、W60、H89。有限会社GMBプロダクションに所属。

## 人物・エピソード
- 2019年10月30日よりサンスポアイドルリポーター9期候補生として活動。候補生時点では応募可能な年齢の下限である18歳で、9期候補生の中では最年少だった。選考の結果グランプリを獲得して2020年1月27日に正規メンバーに就任した。イメージカラーは赤[2][3]で、SIRで赤を纏うメンバーは歴代で3人目、統括リーダー格ではないメンバーでは初めてとなる。キャッチフレーズは候補生時代が「のんびりだけど負けず嫌い！最年少のフレッシュガール！」、正規メンバー登用後は「あゆか一筋！愛情1本！バラ色の未来、みせてあげる♡」。
- 2021年8月28日にツイキャスで配信されたSIR結成10年記念プロジェクト結果発表ライブでSIR卒業を発表[4][5][6]、9月26日に初台DOORにて卒業公演を行った[7][8]。
- 趣味・特技は色々な匂いを嗅ぐこと、服が好き、どこでも寝られること、周りを笑顔にすること。
- 妹が一人いる。

## 出演
テレビ
- 開店!SIRのパチスキ!（2019年11月15日 - 2021年3月、TOKYO MX）※9期候補生への道を含む

映画
- 私の見た世界（2025年7月26日、トライアングルCプロジェクト）[9]

ラジオ
- SIRの令和 de DASH!（渋谷クロスFM）- 2019年4月20日～2021年9月18日

インターネット配信
- 「SIRのパッチPACHIヘッドライン」（2020年5月 - 2020年9月、YouTube）
- 「スロパチアイドルSIR（さぁ）実践!」（2020年10月 - 2021年9月25日、YouTube）

舞台
- 劇団Elef「エレフセリア」ジェミニ役（2020年10月-11月、池袋・シアターグリーンBaseTheater）
- 「時空警察シグレイダー 邂逅～エヴェリーヌ～」田添砂姫／黒沢砂姫役（2021年11月、新宿・新宿村LIVE）
- Feather Stage「Feathers ～short stories～」添田唐奈役（2022年9月、池袋・シアターKASSAI）
- AUBE GIRL'S STAGE「サイバーガール2」寺島琴葉役（2022年11月、中野・ザ・ポケット）
- Alexandrite Stage「25Magic」木島真奈美役（2022年12月、日本橋・三越劇場）[10]

## 作品

### DVD
- Prelude（2021年03月19日、竹書房）[3][11]